# 김낙관
김낙관(金落寬, 1972년 ~ )은 전 KBO 리그 야구 선수의 외야수이다.
100m를 10초대에 주파하는 빠른 발로 만드는 가공할 주력과 빼어난 수비력에, 날카로운 타격 감각과 홈런을 때려내는 장타력까지 갖춘, 전형적인 호타준족 5tool player로 평가받았다.
휘문고 3학년에 청소년 대표로 선발되었으며, 동국대 재학 시절에도 각종 경기와 대회에서 두각을 나타낸 바, 특급 선수로 분류되어 졸업과 동시에 현대피닉스에 억대연봉으로 입단하였다.

## 출신학교
- 1988년 ~ 1991년 : 휘문고등학교
- 1991년 ~ 1995년 : 동국대학교 (1991학번)